# 马萨诸塞大道站
马萨诸塞大道站（英語：Massachusetts Avenue station）是隶属于马萨诸塞湾交通局波士顿地铁橙线的无障碍车站，车站位于波士顿南端社区马萨诸塞大道380号，距离波士顿交响大厅仅两个街区。美铁和波士顿通勤铁路使用的東北走廊与橙线南部段平行。1987年将橙线南部段埋入西南走廊时，一并修建了马萨诸塞大道站。

## 历史
19世纪70年代，位于卡姆登街东北侧的奇切林站（英語：Chickering station）投入使用。 1896年，由于东北方向3,500英尺（1,100）处兴建了後灣站，该车站被关闭。

## 车站结构
| G        | 地面               | 出入口、检票口     |
| M        | 夹层               | 通向出入口         |
| P 站台层 | 南行               | 往森林山（拉格斯） |
| P 站台层 | 岛式站台，左侧开门 |                    |
| P 站台层 | 北行               | 往橡树林（后湾）   |